# 吉田初三郎
吉田初三郎（よしだ はつさぶろう、1884年3月4日—1955年8月16日）是活躍在大正至昭和的鳥瞰圖繪師。生涯作成3000件以上的鳥瞰圖，有「大正廣重」之稱。

## 人物
京都生。幼年，曾經是友禪的圖案工。25歳之時，師事鹿子木孟郎學習洋畫，在鹿子木推薦下，轉向商業美術。
1914年，最初的鳥瞰圖『京阪電車御案內』受到皇太子時代的昭和天皇讚賞。
大正至昭和，因日本的觀光熱潮，初三郎的鳥瞰圖人氣增高，設立「大正名所圖繪社」（之後改稱「觀光社」）。顧客以管轄國內交通行政、對觀光事業擁有強大影響力的鐵道省為首，尚有鐵道公司、巴士公司、船舶公司等各地的交通事業者、旅館、地方自治體、新聞社等。
當時，來自全日本及其占領地（含台灣、滿洲等地）的鳥瞰圖製作委託蜂擁而至，但是，第二次世界大戰中，軍部認為被稱作「初三郎式繪圖」的鳥瞰圖對地政學有不良的影響，而度過不遇的時代。
死後被世人遺忘，1999年，以大規模的回顧展為契機，受到再評價。

## 作品

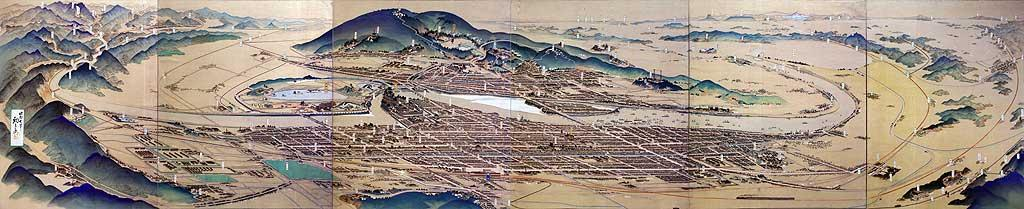
『岡山市街鳥瞰圖』（作：吉田初三郎）

## 脚注
1. ↑  「吉田初三郎」『測量・地図ミニ人物伝：吉田初三郎｜国土地理院 （页面存档备份，存于）』國土地理院。

## 關連項目
- 油屋熊八
- 金子常光

## 外部連結
- 吉田初三郎の作品紹介 （页面存档备份，存于）
- 初三郎研究会のご案内・書籍「美しき九州〜大正広重・吉田初三郎の世界」 （页面存档备份，存于）
- 吉田初三郎が描いたながさき
- 岡山市街鳥瞰図 （页面存档备份，存于）